# Caperea marginata
La ballena franca pigmea o ballena franca enana (Caperea marginata) es una especie de cetáceo misticeto cetoteríido, del parvorden Mysticeti, la única especie viviente de la subfamilia Neobalaenidae (neobalénidos) que habitan en el hemisferio sur.
A pesar de su nombre vernáculo, tiene más en común con los escríctidos y los balenoptéridos que con las ballenas reales.
Tradicionalmente los neobalenidos solían ser incluidos dentro de la familia Balaenidae. Su colocación en una familia separada se apoya en datos anatómicos y moleculares al realizar estudios en los genes mitocondriales; estudios recientes indican que podría ser el último miembro vivo de la familia Cetotheriidae, un grupo de cetáceos extintos.
La subfamilia está representada un solo género viviente (Caperea) y una única especie, la ballena franca pigmea.

## Taxonomía
Durante el viaje de 1839-43 de James Clark Ross los naturalistas hallaron huesos y láminas de barbas que se asemejaban a una versión enana de la ballena franca. En su obra Zoology of the Voyage of HMS Erebus and Terror (1846), John Edward Gray describió a la nueva especie, nombrándola Balaena marginata. En 1864, Gray estableció un nuevo género (Caperea) después de haber recibido un cráneo y algunos huesos de otro espécimen. Seis años después, en 1870, él añadió el nombre Neobalaena. Poco después se dio cuenta de que las tres especies era una sola: Caperea marginata (caperea significa "arruga" en latín, "refiriéndose a la apariencia arrugada del hueso del oído"; mientras que marginata se traduce como "dentro de una frontera", lo cual "se refiere al borde oscuro dentro de las placas de las barbas de algunos individuos"). En una investigación publicada el 18 de diciembre de 2012, el paleontólogo Felix Marx comparó los huesos craneales de la ballena franca pigmea con los de otros cetáceos extintos, encontrando que era un pariente cercano de los cetotéridos, lo que convertiría a esta especie en un fósil viviente.

## Descripción

### Características
La ballena franca pigmea es difícil de encontrar y por tanto ha sido poco estudiada. Se sabe que es por lejos la más pequeña del suborden Mysticeti, con adultos que llegan a medir hasta 6,50 metros de longitud, con un peso de entre 3.000 y 3.500 kilogramos.
Como los rorcuales, poseen una aleta dorsal y un cuerpo alargado y esbelto, pero carecen de pliegues gulares. Sus cráneos son más cortos en comparación a las ballenas. Presentan un húmero proporcionalmente más cortos que los rorcuales, y tienen 4 dedos en lugar de 5.
El color de la franca pigmea es gris oscuro en el dorso y más claro en el vientre, generalmente con un par de manchas detrás de los ojos. Estas características pueden crear confusión con el rorcual albiblanco, aunque las diferencias se encuentran en las mandíbulas y aletas.
Las mandíbulas de la franca pigmea no es tan pronunciada como la de las ballenas francas y a diferencia de estas, posee una aleta dorsal (similar a los rorcuales). Las ballenas francas pigmeas no presentan callosidades sobre la piel y carecen de pliegues gulares.
En un avistamiento, la franca pigmea suele no mostrar la aleta dorsal sobre la superficie del agua, ni tampoco emerge la aleta caudal, una clara diferencia con el rorcual albiblanco.

### Alimentación
Los análisis del contenido estomacal de ejemplares muertos demuestran que la franca pigmea se alimenta principalmente de krill y pequeños crustáceos.
No se sabe si las zonas de alimentación son cerca de las costas o en alta mar. Igualmente el comportamiento social y de apareamiento no está bien determinado. La franca enana es avistada usualmente sola o en pareja, y solo puntualmente se han informado grupos de hasta 10 animales. 

## Población y distribución
La franca pigmea es uno de los cetáceos menos estudiados posiblemente a causa de su baja población. Se reportan muy pocos avistamientos por año (en 1998 menos de 20). La especie vive en el hemisferio sur, y se cree que su hábitat es circumpolar, en una banda entre 30°S a 50°S. Se ha avistado ejemplares en Tierra del Fuego, 55°S, al sur de Argentina, y en las costas de Namibia, Australia y Nueva Zelanda. Existe un grupo que reside en forma endémica en los alrededores de Tasmania. La población total es desconocida.